# Аксуський сільський округ (Жалагаський район)
Аксу́ський сільський округ (каз. Ақсу ауылдық округі, рос. Аксуский сельский округ) — адміністративна одиниця у складі Жалагаського району Кизилординської області Казахстану. Адміністративний центр та єдиний населений пункт — село Аксу.
Населення — 1676 осіб (2021; 1276 у 2009, 1673 у 1999, 1507 у 1989).
Станом на 1989 рік існувала Аксуська сільська рада (село Аксу).